# Messehalle 11
Die Messehalle 11 in Leipzig wurde 1925 zur Frühjahrsmesse eröffnet und befindet sich auf dem Gelände der Alten Messe. Das Bauwerk steht unter Denkmalschutz und wird seit 2003 als Einkaufsmarkt genutzt.

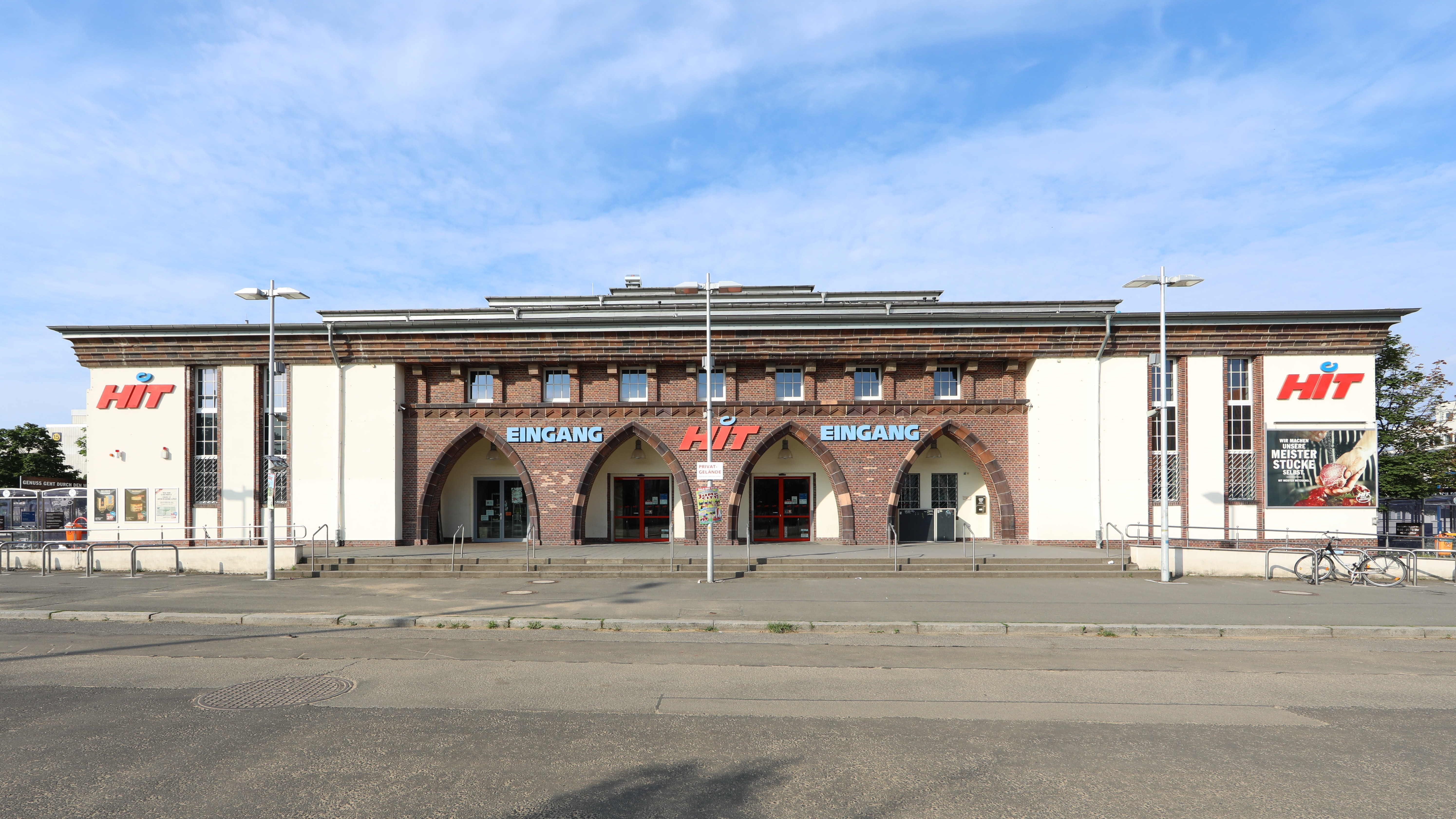
Ehemalige Messehalle 11 (2021)

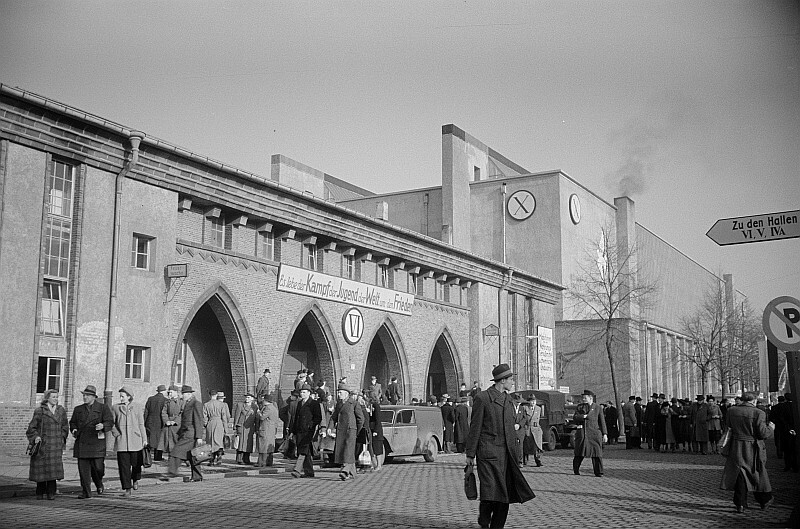
Außenansicht 1951

## Geschichte
Die Ausstellungshalle für Großmaschinen wurde 1924/25 als Halle 8 nach Plänen der Architekten Carl Crämer und Bruno Solbrig errichtet. Die Stahlkonstruktion mit 370 Tonnen Masse entstand nach einem Entwurf der Gutehoffnungshütte. 1944 und 1950 wurde das Gebäude instand gesetzt. Mitte der 1950er Jahre folgte die Umnummerierung in Messehalle 11. Anfang der 2000er Jahre erwarb die HIT Handelsgruppe die Halle und nutzt sie nach einem Umbau mit einer Sanierung seit Mai 2003 als Einkaufsmarkt.

## Architektur
Die 195 Meter lange und 44 Meter breite, dreischiffige Halle hat eine überbaute Fläche von 8800 Quadratmetern. Die im Vergleich zu den anderen Hallen geringe Bauhöhe des dreifach gestaffelten Walmdaches variiert zwischen 7,5 und 16 Metern. Die drei umlaufenden Fensterbänder in den Dachstufen ermöglichen eine ideale Belichtung. Durch die Verwendung von Klinkern erhielt die Halle eine relativ repräsentative Außenansicht. Die Eingangsbereiche an den beiden Hallenenden sind durch vier Spitzbögen mit Keramikeinfassungen geprägt.